# Numancia (Cervantes)

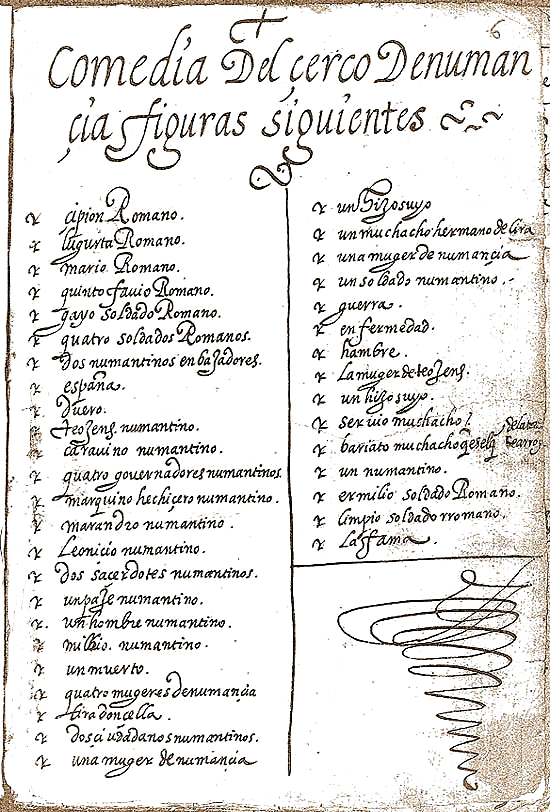
Folio inicial de la Comedia del çerco de Numançia, manuscrito 15.000 de la Biblioteca Nacional de España.

Numancia es una tragedia renacentista escrita hacia 1585 por Miguel de Cervantes inspirada en la derrota de Numancia a manos del poder romano en el siglo II a. C. en el contexto de las guerras celtíberas. 
También llamada La Numancia —y en sus textos más antiguos Comedia del cerco de Numancia, La destruición de Numancia y Tragedia de Numancia y en ediciones modernas El cerco de Numancia—, se ha transmitido a partir de dos textos manuscritos: el número 15 000 de la Biblioteca Nacional de España —una copia de representantes (para ser empleada por una compañía teatral) del siglo XVII— y el códice «Sancho Rayón», conservado en la Hispanic Society of America, transcrito por Antonio de Sancha en 1784 modernizando la ortografía, junto con el Viaje del Parnaso. Ninguno de los dos testimonios puede considerarse cercano al original cervantino, aunque los editores modernos prefieren editar La Numancia a partir del manuscrito Sancho Rayón.

## Argumento
Como en toda tragedia, el argumento de La Numancia debe ser desvelado desde el principio, y este es un factor fundamental en el género. La irremediable fatalidad a que se ven abocados los numantinos desde el comienzo es parte consustancial al mantenimiento de la tensión dramática en la tragedia y a lograr una efectiva catarsis final.
Numancia, una ciudad celtibérica, resiste desde hace años a las tropas del general romano Escipión, cuyas tropas han relajado sus costumbres. El general arenga a sus tropas y decide que caven un foso para tomar por inanición la plaza.
Dos embajadores numantinos ofrecen firmar una paz, pero Escipión la rechaza: solo queda vencer o morir. Dos figuras alegóricas que representan a España y al Duero profetizan la caída de la ciudad, pero también las glorias que cosechará España con Felipe II, es decir, la época contemporánea a la escritura de la obra.
En Numancia, mientras tanto, los augures, mediante sacrificios a Júpiter, y el hechicero, que resucita a un cadáver, prevén la destrucción de la ciudad. Sin embargo, y sin perder nunca la esperanza, los jefes arévacos proponen un combate singular (un numantino contra un romano) para decidir la suerte de la guerra. Escipión, que confía en rendir la fortaleza por el hambre, no acepta la propuesta.
Extenuados ya los habitantes de la ciudad, se aprestan a una salida desesperada, pero las mujeres, que temen quedarse tras la probable derrota a merced de los romanos, les piden que destruyan los bienes materiales de la ciudad, consuman la carne de los pocos prisioneros romanos y les den muerte antes de sufrir la indignidad de ser ultrajadas por el ejército de Escipión. Posteriormente, se dan muerte unos a otros. Los romanos entran en una ciudad inerte cuando ven al último de los habitantes de Numancia arrojarse al vacío desde una torre para evitar que ningún numantino tenga que pasear como trofeo de guerra en el desfile victorioso de Roma.

## Temas
Esta obra pertenece al género de la tragedia pero con características que lo separan de la Poética aristotélica. Por un lado, no parece existir hibris (equivocación moral) que justifique que el héroe (en este caso colectivo: el pueblo numantino, y de extracción social humilde) pueda pasar de la dicha a la desgracia sin repugnancia, como estipulaba la preceptiva acerca de la poesía dramática. La única «culpa» puede ser el paganismo de los numantinos, pues los dioses de la obra (en este caso figuras alegóricas: España y el Duero) profetizan victorias españolas en el futuro católico de Felipe II, pero este extremo no se hace explícito en la obra.
Tema principal es la esperanza y, una vez perdida en la victoria, depositarla en el ejercicio de la libertad del hombre aun en las condiciones más restrictivas a dicha libertad. Y ello es posible cuando el hombre tiene voluntad, deseo de ejercerla y conocimiento o saber que le permita encontrar el modo como ejecutar dicha libertad. En el caso de La Numancia el acto proviene, además, de la voz del pueblo y de la mujer que propone el suicidio colectivo que frustrará la honra de la victoria al romano Escipión. Con esto ni conseguirá hacer prisioneros que cumplan la función de exhibir un triunfo en Roma, ni podrá llevar a cabo su plan de vencer al enemigo, ni a la ciudad, puesto que no hay enemigo que vencer. Su estrategia de rendir Numancia sin derramar sangre, es así, también, frustrada.

## Análisis
Tradicionalmente se ha considerado La Numancia una de las mejores tragedias renacentistas españolas. Pero Cervantes cuenta que las obras teatrales de su primera época fueron llevadas a las tablas y ninguna fue denostada. Se ha venido contando que fue representada con éxito durante los Sitios de Zaragoza en 1808 y se sabe que se dio también en Madrid una Numancia hacia 1815 que fue alabada por el público, según transmite Mesonero Romanos; pero probablemente se trate de la neoclásica Numancia destruida (1775) de Ignacio López de Ayala o de la Numancia, tragedia española (1813) de Antonio Sabiñón. El éxito del tema venía de antiguo, pues ya Rojas Zorrilla compuso una Numancia destruida en el siglo XVII. Es posible que la Numancia cervantina gozara de otras representaciones en el Siglo de Oro, pues el manuscrito de principios de la decimoséptima centuria en que se conserva uno de los testimonios textuales de la obra, o bien sirvió para libreto de una compañía de comedias o, al menos, interesó su copia en el ámbito de los profesionales de las tablas.
Destaca sobre todo en La Numancia el desarrollo del protagonista colectivo, la habilidad con que se modula su esperanza, siempre contrariada por el destino, y la posibilidad humana de actuar en libertad, incluso cuando parece imposible. La obra culmina con la decisión numantina de no entregar nada ni a nadie al enemigo suicidándose colectivamente, lo que les dignifica y honra sobre los romanos, a pesar de la muerte y la derrota.
En cuanto a los defectos, también se ha reiterado la torpeza de Cervantes en algunos versos, rimados con la misma palabra, y empedrados de ripios. Sin embargo hay momentos de poesía eficiente y hasta elevada. La autodeprecación que Cervantes hizo de sus facultades para la poesía («la gracia que no quiso darme el cielo») ha venido repitiéndose como un lugar común, aunque a finales del siglo XX y principios del XXI, con la conmemoración del cuarto centenario de la primera edición del Quijote, ha vuelto a valorarse en su justa medida la lírica cervantina, no tan mediocre como siempre se ha dicho. Ahora bien, las carencias métricas de La Numancia no se pueden soslayar, si bien todos los manuscritos en que se ha transmitido esta tragedia son copias bastante imperfectas de lo que habría podido ser la versión definitiva del autor.

### Últimos estudios de la obra
A principios de siglo destaca el análisis de Jordi Cortadella, mientras que la última edición publicada de la obra fue en septiembre de 2014 con análisis a cargo de Gaston Gilabert. Hoy en día la Tragedia de Numancia está considerada la mejor tragedia del Siglo de Oro español, sin embargo, con el paso del tiempo esta pieza fue paulatinamente olvidada y relegada a un segundo plano en favor de sus Entremeses y no fue rescatada y reivindicada sino con la llegada del romanticismo por literatos y estudiosos alemanes tales como Schlegel, Goethe y Schopenhauer. 
La tesis de Gilabert desbanca el análisis en que la ubicaba en un terreno de exaltación nacional y rebate con análisis históricos esta pátina superficial para profundizar en un complejo sistema de espejos en el que Cervantes no busca un pasado nacional glorioso, sino reflejando la actualidad de su tiempo en él, hacer reflexionar sobre la maquinaria de un imperio que tritura libertades: en efecto la descripción de Numancia se asemeja más al sitio de Amberes, cercado y rendido por los tercios españoles en 1584-85 y no podía escapar al espectador avezado el hecho de verse reflejado en ambos bandos.

## Manuscritos
- Manuscrito 15.000 de la Biblioteca Nacional de Madrid.
- Manuscrito «Sancho Rayón» de la Hispanic Society of America.

## Ediciones antiguas
- «La Numancia. Tragedia.» Archivado el 18 de diciembre de 2019 en Wayback Machine., en Viage al Parnaso [...] Publicanse ahora de nuevo una tragedia y una comedia inéditas del mismo Cervantes: aquélla intitulada La Numancia: ésta El trato de Argel, Madrid, Antonio Sancha, 1784, págs. [153]-273. Edición digital a partir del microfilm procedente de la Biblioteca Nacional, sig. 2/51987.

## Ediciones modernas
- Schevill, Rodolfo y Adolfo Bonilla, «Comedia del çerco de Numancia», en Obras completas de Miguel de Cervantes Saavedra. Comedias y entremeses : tomo V, Madrid, [s.n.], 1920 (Gráficas Reunidas), págs. 103-204. La edición de Schevill y Bonilla sigue fundamentalmente el texto del ms. 15.000. Edición digital a partir de la ob. cit. en la Biblioteca Virtual Miguel de Cervantes, acompañada de las correspondencias con el manuscrito 15.000 y con variantes de la edición de Sancha.
- Robert Marrast, El cerco de Numancia, Mádrid, Cátedra, 1984 (Letras hispánicas, 195).
- Alfredo Hermenegildo, La destruición de Numancia, Madrid, Castalia, 1994 (Clásicos Castalia, 207).
- Alfredo Hermenegildo, La destrucción de Numancia Archivado el 8 de mayo de 2016 en Wayback Machine. (nueva edición multimedia para tableta), Trois-Rivières, Anejos de TeaPal, 2014. ISBN 978-2-9813983-1-4.
- Gaston Gilabert, "Tragedia de Numancia", Nürnberg, Clásicos Hispánicos, 2014.